# Bobcat (Transportpanzer)
Der Bobcat ist ein gepanzerter Mannschaftstransportwagen, der in den 1950er-Jahren in Kanada entwickelt und gebaut wurde. Eine lange Entwicklungszeit und sich ändernde Anforderungen trieben die Entwicklungskosten in die Höhe, ohne das Grunddesign zu verbessern, und das Projekt wurde schließlich Ende 1963 zugunsten der Anschaffung des US-amerikanischen M113 eingestellt. 

## Entwicklungsgeschichte
Der Transportpanzer Bobcat ging aus der kanadischen Rüstungsinitiative „Carrier, Tracked Light“ (kurz CTL) aus den 1950er-Jahren hervor, welches als Ziel hatte, veraltete Fahrzeuge mit einem vergleichbaren Einsatzspektrum durch ein moderneres Modell zu ersetzen. Die Armee forderte ein Mehrzweckfahrzeug, das neben der „Hauptrolle“ als Mannschaftstransportwagen ebenso als Mörserträger, Selbstfahrlafette oder als mobiler Gefechtsstand fungieren konnte.
Die unterschiedlichen Varianten sollten ein einheitliches Fahrgestell haben, um dadurch Wartungskosten möglichst gering halten zu können. Erste Schätzungen seitens des kanadischen Verteidigungsministeriums ergaben, dass ein Bedarf von insgesamt 1050 Fahrzeugen bestehen würde.
Im Jahr 1956 wurden drei Prototypen fertiggestellt.
Ab 1958 erfolgte die Evaluierung durch die kanadische Armee. Diese Tests verliefen so erfolgreich, dass der Bedarf sogar auf 1567 Panzer erhöht wurde. Des Weiteren erfolgte eine Bestellung über weitere sechs Prototypen. Das Fahrzeug erhielt nun erstmals die Bezeichnung „Bobcat“.

## Technik
Der Bobcat verfügt über ein Stützrollenlaufwerk mit Drehstabfederung. Es besteht aus vier doppelten Laufrollen und zwei Stützrollen auf jeder Fahrzeugseite. Die beiden Antriebsrollen befinden sich am Heck, die Leitrollen am Bug des Fahrzeuges. Die Führung über die Lauf- und Stützrollen erfolgt durch eine Führungszahnreihe in der Mitte der Ketteninnenseite.

## Varianten
- Bobcat Amphibious APC: Basisversion
- Bobcat Ambulance: Gepanzertes Sanitätsfahrzeug
- Bobcat Recce: Aufklärungspanzer
- Bobcat SPH: Selbstfahrlafette mit einer 105-mm-Haubitze
- Bobcat unarmoured load carrier: ungepanzerter Lastenträger für den Munitionstransport
- Bobcat Atomic Fire Support Vehicle: Version aus dem Jahr 1959; mit der taktischen Atomwaffe Davey Crocket ausgestattet